# 特雷尼
特雷尼（法語：Treigny，法語發音：[tʁɛɲi]）是法国勃艮第-弗朗什-孔泰大区约讷省的一个旧市镇，属于欧塞尔区。2019年1月1日，特雷尼与市镇卢万河畔圣科隆布合并为新市镇特雷尼-佩勒斯-圣科隆布，特雷尼为新市镇行政中心。

## 地理
特雷尼（47°33'3"N, 3°11'3"E）面积52.7 平方千米，位于法国勃艮第-弗朗什-孔泰大區约讷省，该省份为法国中北部内陆省份，西接卢瓦雷省，西北接塞纳-马恩省，南至涅夫勒省，东临科多尔省，东北与奥布省接壤。
与特雷尼接壤的市镇（或旧市镇、城区）包括：皮赛地区穆捷、布伊、当皮埃尔苏布伊、皮赛地区圣阿芒、兰塞克、桑皮、卢万河畔圣科隆布。
特雷尼的时区为UTC+01:00、UTC+02:00（夏令时）。

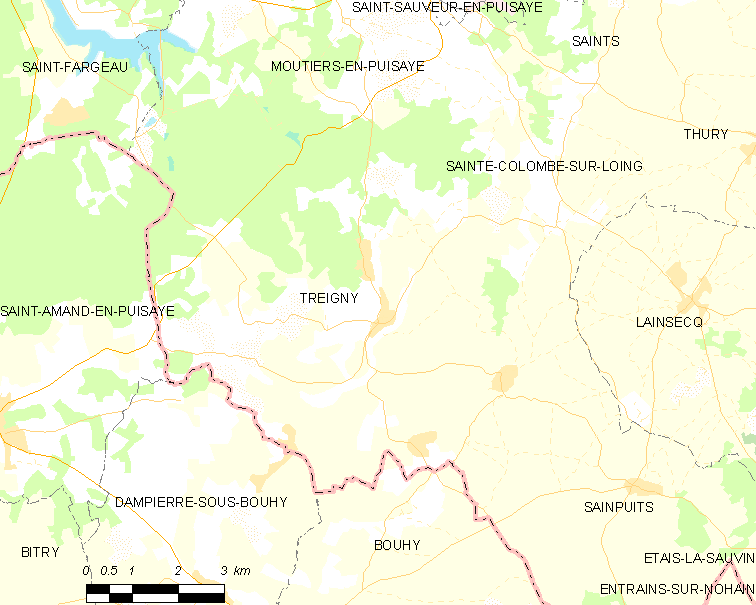
特雷尼的OSM定位图

## 行政
特雷尼的邮政编码为89520，INSEE市镇编码为89420。

## 政治
特雷尼所属的省级选区为万塞勒县。

## 人口

1962-2008年间特雷尼人口变化图示

特雷尼于2018年1月1日时的人口数量为722人。